# بحث إجرائي
البحث الإجرائي هو أحد أنواع البحث العلمي والأكاديمي الذي يركز على الأمور الإجرائية. يعتمد البحث الإجرائي على اسلوبين. الأول يعتمد على التفكر الذاتي، والثاني يعتمد على تفاعل جماعات من الافراد أو المجموعات لحل مشكلة محددة أو لتطوير في نظام ما. هناك نوعين من ابحاث الاجرائية هما الابحاث الاجرائية التشاركية والابحاث الاجرائية التطبيقية. وبحسب دينكوم فإن "هدف إستراتيجية البحث الإجرائي هو ايجاد حلول لمشكلة معينة وبالتالي إنتاج توجيهات لافضل الممارسات.
ينشط البحث الإجرائي بحالات التغيير في المؤسسات والتنظيمات اذ تكون النشاطات من اساسيات التطوير، بنفس الوقت، القيام بالدراسات البحثية. وبالعادة، تقوم به مؤسسات كبرى بادارة باحتيين متخصصين لتحسين استراتيجيات المؤسسة وممارساتها، معرفتها التنظيمية. وبهذا يكون نشاط تطوير مؤسساتي وبحث اكاديمي بالوقت ذاته.
أول من نحت مصطلح "بحث اجرائي باللغة الإنكليزية (action research) كان كورت لوين من معهد ماساتشوستس للتقنية عام 1944 حيث عرف النشاط كبحث مقارن حول شروط وتأثيرات عوامل اجتماعية اجرائية والذي يؤدي إلى تغيير في هذه الاجرات معتمدا علي خطوات لولبية تصاعدية، كل خطوة دائرية تشمل التخطيط، ثم التنفيذ، ثم تقصي فعالية النتائج، وبالتالي إعادة الخطوات الدائرية على مستوى اعلى.

## نظرة عامة
البحث الإجرائي هو تحقيق تفاعلي يوازن بين اسلوبي استعمال التقييم العلمي المعتمد على الحقائق واسلوب التفاعل التضافري التفكري بين الاشخاص من اجل توضيح اسباب المشاكل وبالتالي ايجاد الحلول العملية للمشاكل واتاحة امكانية تصور التغييرات المستقبلية المطلوبة للمؤسسات وللافراد.
وخلال أكثر من ستة عقود من تطوير علوم البحث الإجرائي تم إنتاج العديد من اساليب البحث الإجرائي التي تجد حلولا لتضارب المباديء بين البحث العلمي المعتمد على البيانات والبحث العلمي الذي يعتمد آراء افراد. وهذا التضارب يحصل بين:
- من يعتمدون اجندة البحث مع من يعتمدون مخرجات الافراد المشاركين
- من يركزون على اعتماد الادوات للوصول إلى الاهداف مع من ينشطون لاعتماد التغيير الفردي والمؤسساتي والمجتمعي.
- من يهدفون إلى التغيير الشخصي الفردي مع من يهدفون إلى ابحاث اكاديمية علمية تهدف لنظريات عامة للتغيير. والجدير ذكره ان التغيير الفردي الشخصي له ثلاث أنواع:
  - النوع الأول (1st Person): آي بحث حول التغيير الشخصي للفرد
  - النوع الثاني (2nd Person): أي البحث الذي يتناول مجموعات مثل العائلات والفرق.
  - النوع الثالث (3rd Person): أي البحث الذي يتناول التغيير على على مستويات كبيرة مثل المجتمعات.

تشكل مباديء البحث الإجرائي تحديا جديا للعلوم الاجتماعية التقليدية اذ انها تتخطى مباداء الاعتماد على بينات علمية احصائية من قبل مختصين واكاديميين لتعتمد على نظريات وتجميع بيانات وعمليات تحقيق انية بينما الاحدا ث تجري لحظة بلحظة. شرح توربرت هذا الامر بقوله: «نحصل على المفرفة من خلال الاجراءات ومن اجل الاجراءات. ومن هذا المنطلق، علينا ان نطور علوم اكاديمية اجرائية جديدة يعتد عليها.» 

## أهم النظريات

### علوم الاجراءات
بحث آرغيريس في الاجراءات التي يقوم بها الافراد في الاوضاع الصعبة. وبهذا نشاءت علوم الاجرآت. واكتشف ان الافراد يصممون اجراءتهم معتمدين على مجموعة متغيرات اطارية تتحكم بالوضع. واسلوب التعامل مع هذه المتحكمات تحدد الفرق بين التعلم الفردي الحلقة والتعلم الثنائي الحلقة.
ويتم التوصل إلى تعلم فردي الحلقة عندما تصمم الاجرات بشكل يجمع متضاد المتغيرات المتحكمة للوصول إلى النتيجة المطلوبة. من ناحية أخرى، عندما تصمم الاجراءات بشكل يتخطى جمع المتضادات ليصل إلى تغيير المتحكمات نفسها، فتحصل عمليتي التعلم الفردي والثنائي معا. ويمكن تطبيق هذا المنهج على الافراد والمؤسسات سوية. وهذا المنهج يختلف عن البحث العلمي لتقليدي الذي يعتمد على السيطرة على المتغيرات الاطارية المتغيرة واعتمادها لفهم تأثيراتها في بيئة منفصلة.

### التحقيق التعاوني
التحقيق التعاوني، أو التضافري، هو مفهوم وضعه جون هيرون عام 1971 ووسعه بيتر ريزون وديمي براون. والفكرة الاساسية هو تحويل البحث من بحث «عن» الناس إلى بحث «مع» الناس. وبهذا، تشدد على ضرورة اشراك الاشخاص تحت الدراسة كمشاركين وباحثين متعاونين في البحث بشكل كامل.
يتطلب التحقيق التعاوني خلق جو بحثي دائري بين أنواع أربعة من المعرفة التي تعمق خبرة معرفة المشاركين، بالتالي تطوير اهداف البحث إلى مستويات جديدة. وهذه المعارف الاربعة هي:
- المعرفة الاقتراحية: مثل العلوم الحديثة،
- المعرفة العملية: أي المعرفة التي تسمح بتطبيقها في العمل
- المعرفة التجريبية: أي القدرة على رد الفعل على ما نقوم به بشكل فوري
- المعرفة العرضية: أي القدرة على نحت ممارسات جديدة.

### البحث الإجرائي التشاركي
البحث الإجرائي التشاركي (PAR) أصبح في المدة الاخير، من أهم مناهج التحقيق والبحث المجتمعي التي تشمل التحري والتدخل والتطوير والتغيير في المجتمع والمجتمعات. وهي تعتمد على نظريات التعليم الحديثة لفراير وبوردا التي تدعوا لاشراك المتعلم بالعملية التدريسية بدلا من القاء المحاضرات. والفكرة الاساسية هي محاولة فهم العالم عن طريق اشراك مكوناته عن طريق التفكر في عملية البحث من اجل تغييره.

### نهج نظرية التربية الحية في البحث الإجرائي
مستندا على نظريات الوجودية، وبخاصة نظرية التربية الحية، قدم باري طرحا جديدا للبحث الإجرائي يتمحور حول اعتماد الوزن الوجودي لدراسة الوضع المجتمعي. وكان تركيزه على المسائل التربويه. ووصفها بمنهاج تحويلي للبحث بحيث ان الباحث يحاو ايجاد اجابة أو حل للسؤال" "كيف يمكنني تحسين وتطوير ما اقوم به". وهكذا، يجب ان يكون الباحث مستعدا لاخذ موقف مناقض لما يؤمن به وللقيم المتواترة والمقبولة لمجتمعه. وبالتالي، يقدم الباحث نظريات تعلمية جديدة في حقول معرفية غير معتادة في مجالات تعلمية محددة.

## الابحاث الاجرائية في التطوير المؤسساتي
كان كورت لوين مقتنعا ان أهم الدوافع لتقبل التغيير المستديم في المؤسسات هو تطبيق الابحاث الاجرائية على آساس ان الافراد يكونون أكثر استعدادا في تقبل وتطبيق التغيير عندما يكونا كشاركين في قرارت التغيير نفسه. لذا اقترح نظم إدارة يعتمد الاسلوب الدائري المتكرر بحيث تكون كل دائرة تتألف من ثلاث خطوات تتكرر في كل مستوى: التخطيط، الاجراء ثم التحقق من النتيجة.

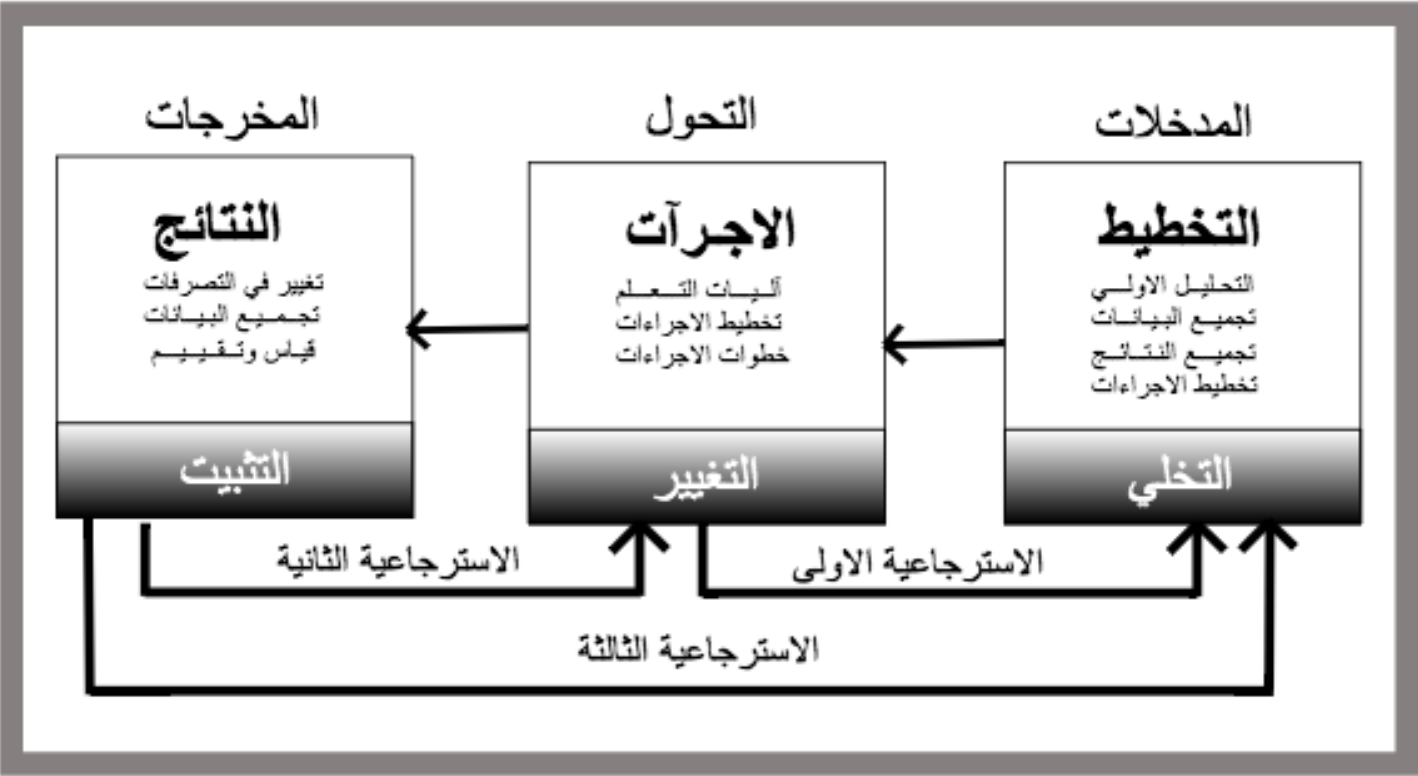
نموذج نظم اليات البحث الاجرائي

- التخلي: عند مواجهة تحدي، يكون الفرد أو المجموعة مستعدة للتخلي عن المعتاد وقبول التغيير.
- التحول: بعد دراسة الوضع وتحليله، يكون الفرد أو المجموعة قد وصلوا إلى استنباط نماذج وحلول جديدة.
- التثبيت: تقيم وتطبق المعايير الجديدة.

## للاستزادة
- تعلم اجرائي
- بحث اجرائي طبي
- نظرية التربية الحرة

- منطق
- بحث علمي
- بحث على أساس علمي
- بحث علمي تجريبي
- مناهج البحث العلمي
- مناهج النقد الحديث